# 乌饶
乌饶，是匈牙利维斯普雷姆州所辖的一个村，总面积20.24平方公里，总人口321，人口密度15.9人/平方公里（2010年1月1日）。